# 18624 Превер
18624 Превер (18624 Prévert) — астероїд головного поясу, відкритий 27 лютого 1998 року.
Тіссеранів параметр щодо Юпітера — 3,131.
Названо на честь Жака Превера (фр. Jacques Prévert, 1900—1977) — французького поета і кінодраматурга.